# Marcos Mazzaron
Marcos Mazzaron (Arapongas, 5 de novembro de 1963) é um ciclista olímpico brasileiro, hoje aposentado.
Começou no clube de ciclismo de Arapongas e, aos 16 anos, participou do Campeonato Mundial no México. No ano seguinte foi para a equipe da Pirelli, em Santo André e, em 1982, integrou a equipe da Capemi, onde ficou por um ano.
Retornou à Pirelli em 1983 e, no ano seguinte, participou dos Jogos Olímpicos de Verão de 1984 em Los Angeles. Em 1986 transferiu-se para a equipe Caloi e, em 1987, conquistou a medalha de prata na prova individual de corrida de estrada (171 km) dos Jogos Pan-Americanos de 1987 em Indianápolis.
Foi aos Jogos Olímpicos de Verão de 1988 em  Seul.
Formado em administração de empresas, foi presidente da Federação Paulista de Ciclismo, e tornou-se empresário no ramo de bicicletas. Atualmente é dono da empresa MZ2 Eventos.